# Luca Passi
Luca Passi (Bergamo, 22 gennaio 1789 – Venezia, 18 aprile 1866) è stato un presbitero italiano, fondatore della Pia Opera di Santa Dorotea.

## Biografia
Nato da una prestigiosa famiglia comitale bergamasca, frequentò il seminario della sua città e, il 13 marzo 1813, venne ordinato sacerdote. Il 16 maggio 1815 entrò a far parte del collegio apostolico di Bergamo, che riuniva alcuni sacerdoti diocesani vincolati da uno speciale voto di obbedienza al loro vescovo e al pontefice: papa Gregorio XVI gli concesse il titolo di missionario apostolico.
Nel 1810 assunse la direzione della Confraternita del Santissimo Sacramento di Calcinate e nel 1811 di quella della Dottrina Cristiana. Con l'aiuto di suo fratello Marco (anch'egli sacerdote), organizzando i membri della congrega, nel 1815 diede vita alle pie opere di San Raffaele e di Santa Dorotea, per l'educazione cristiana dei fanciulli e della gioventù. L'iniziativa venne elogiata da papa Pio VII (1820), che ne incoraggiò la diffusione in varie città.
Il ramo maschile, intitolato a San Raffaele, si diffuse inizialmente a Genova per opera di don Giuseppe Frassinetti e di don Luigi Sturla, ma non ebbe fortuna a causa dei Moti rivoluzionari del 1848-49. Maggior successo ebbe il ramo femminile, intitolato alla vergine martire Dorotea: le Dorotee si diffusero in diverse città italiane, dando origine a varie congregazioni (tra le principali, quella della Frassinetti e di Vicenza). Le Maestre di Santa Dorotea di Venezia, fondate nel 1838 affinché si occupassero di sostenere l'attività della Pia Opera, derivano direttamente dal Passi, il quale era solito invitare le sue figlie allo zelo dicendo: "Chi non arde, non accende".
Si spense nella città lagunare il 18 aprile 1866.

## Beatificazione
Nel 1998 è stato proclamato venerabile dalla Congregazione per le cause dei santi. Il 13 aprile 2013 è stato beatificato nella basilica di San Marco di Venezia, in una cerimonia presieduta dal cardinale Angelo Amato.